# Velký Blaník
Velký Blaník är ett berg i Tjeckien.   Det ligger i regionen Mellersta Böhmen, i den centrala delen av landet, 60 km sydost om huvudstaden Prag. Toppen på Velký Blaník är 638 meter över havet, eller 145 meter över den omgivande terrängen. Bredden vid basen är 1,9 km.
Terrängen runt Velký Blaník är platt åt nordväst, men åt sydost är den kuperad.Runt Velký Blaník är det ganska glesbefolkat, med 28 invånare per kvadratkilometer. Närmaste större samhälle är Vlašim, 7,4 km norr om Velký Blaník. I omgivningarna runt Velký Blaník växer i huvudsak blandskog.